# Parafia św. Szczepana Pierwszego Męczennika w Warszawie
Parafia św. Szczepana Pierwszego Męczennika w Warszawie – parafia rzymskokatolicka należąca do dekanatu bródnowskiego, diecezji warszawsko-praskiej, metropolii warszawskiej Kościoła katolickiego, w Warszawie.
Parafia została wyodrębniona z terenu parafii św. Michała Archanioła i erygowana w 2010. Obecny kościół parafialny to tymczasowa kaplica. Kościół jest w budowie. 